# Josh Hartnett
Joshua Daniel Hartnett (Saint Paul, Minnesota; 21 de julio de 1978) es un actor estadounidense. Comenzó su carrera interpretando a Michael Fitzgerald en la serie Cracker (1997-1998), después de lo cual se hizo conocido como un ídolo adolescente  a través de papeles protagónicos en películas como Halloween H20: 20 años después (1998), The Faculty (1998),  Las vírgenes suicidas (1999), Pearl Harbor (2001), O (2001), Black Hawk Down (2001) y 40 días y 40 noches (2002).
Hartnett continuó trabajando de manera constante durante la década de 2000, con una combinación de papeles principales y secundarios en Hollywood Homicide (2003), Wicker Park (2004),  Sin City (2005), The Black Dahlia (2006), Lucky Number Slevin (2006), Resurrecting the Champ (2007), 30 Days of Night (2007) y I Come with the Rain (2009). Créditos posteriores destacados incluyen a Wrath of Man (2021), Operation Fortune: Ruse de Guerre (2023) y Oppenheimer (2023). Por su interpretación del físico nuclear Ernest Lawrence en esta última, Hartnett recibió, junto con sus compañeros de reparto, el Premio del Sindicato de Actores a la Mejor Actuación de un Elenco .
En televisión, Hartnett interpretó a Ethan Chandler en la serie de Showtime Penny Dreadful (2014-2016), recibiendo nominaciones a tres premios Fangoria Chainsaw. 
Está casado con la actriz Tamsin Egerton, con quien tiene cuatro hijos.

## Biografía
Nació en Saint Paul, aunque algunas fuentes erróneas dicen que nació en San Francisco. Hijo de padres divorciados de ascendencia sueca, vivió junto a su padre Daniel y su madrastra Molly. Su madre volvió a San Francisco después de la separación. Tiene tres hermanos menores, Jessica, Jake y Joel. Vivió toda su infancia en la localidad de Saint Paul, en Minnesota. Allí estudió en el colegio católico Nativity of Our Lord Catholic Grade School, en donde actuó como Huckleberry Finn en una producción de octavo grado. Se graduó en el instituto de Minneapolis, donde tuvo de compañera de curso a la también actriz Rachael Leigh Cook, y realizó sus estudios superiores de interpretación en Nueva York.
Cuando cursaba el instituto, Josh Hartnett era una de las estrellas del equipo de fútbol americano, pero una lesión en la rodilla lo alejó del deporte y lo llevó a inclinarse por el teatro.

## Trayectoria profesional

### Años 1997-2013

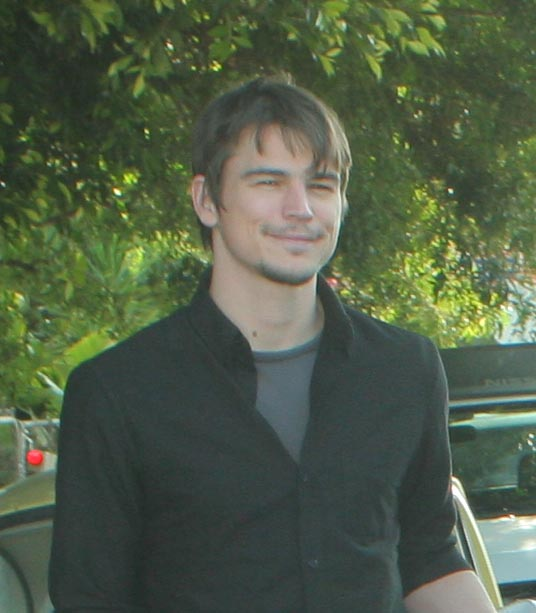
Josh Hartnett en 2007.

Josh Hartnett hizo sus primeras apariciones en diversos anuncios publicitarios, pero sus pasos importantes los dio en la serie televisiva Cracker, donde apareció en un capítulo doble. Su debut cinematográfico fue en 1997 en la película Debutante, pero sin duda su calidad artística empezó a vislumbrarse en éxitos como Halloween H20: 20 años después, Las vírgenes suicidas y The Faculty. El salto al estrellato le vino de mano de la súper-producción Pearl Harbor, en la que interpretó al Capitán Danny Walker, capitán de las fuerzas aéreas americanas. 

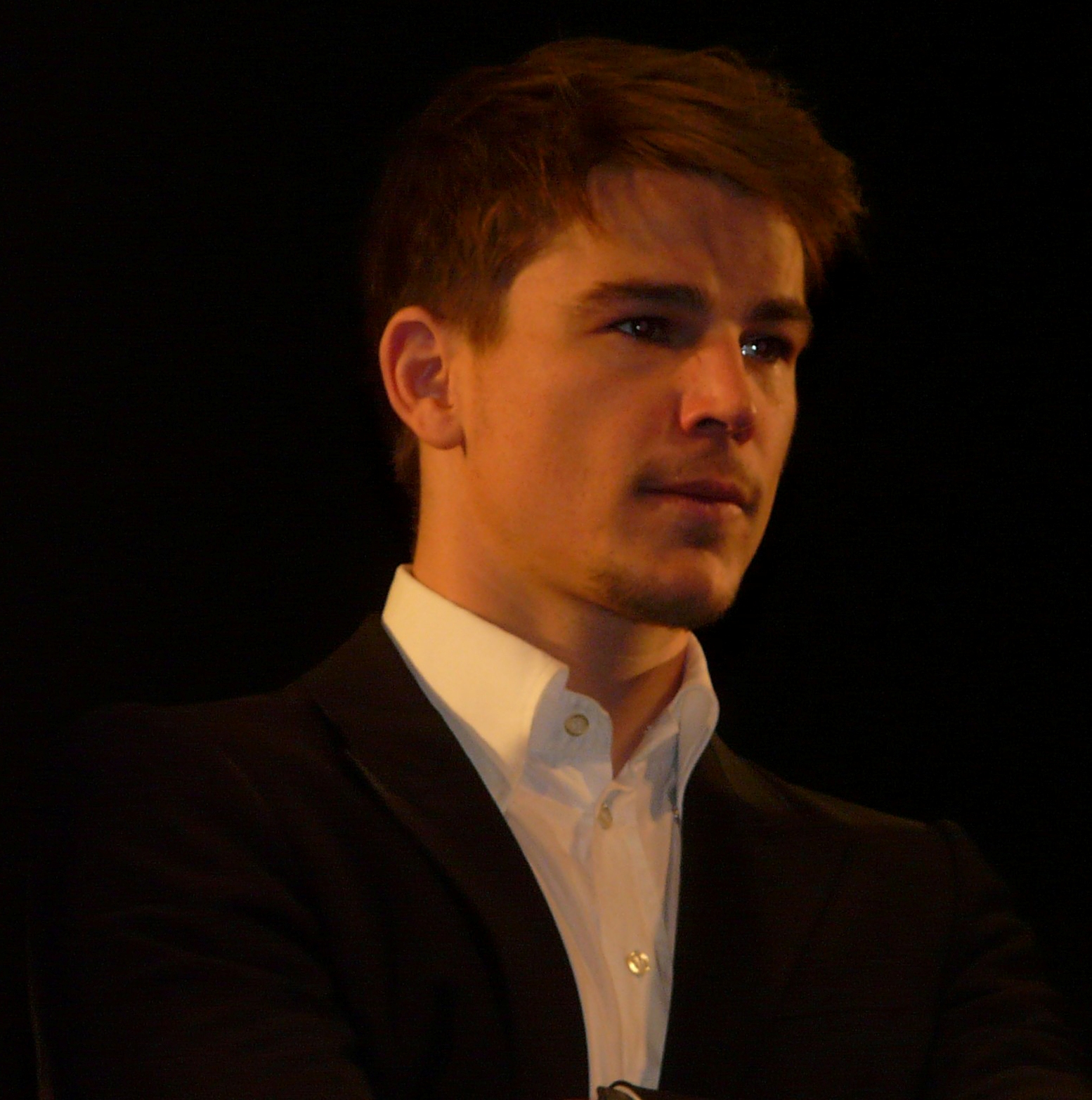
Josh Hartnett en St Giles's, Londres, en 2008.

 En el año 2002 Josh Hartnett actuó en Black Hawk Down y en la comedia 40 días y 40 noches. Más tarde en el año 2003 actúa en Hollywood: Departamento de homicidios. La fama como hombre sexy comenzó en ascenso y se le consideró para papeles más relevantes que hombre sexy. En el filme Wicker Park, realiza una interesante actuación como un obsesionado por el amor de Lisa (Diane Kruger) junto a Rose Byrne.  Josh Hartnett en este film de culto personifica a la perfección a un sujeto con sesgo romántico que se obsesiona con el amor de una mujer ambigua. También actuó en el thriller El caso Slevin junto a Lucy Liu, Bruce Willis, Morgan Freeman y Ben Kingsley.
La carrera de Hartnett en ascenso tuvo un quiebre cuando el director Christopher Nolan le ofreció en papel de Bruce Wayne en Batman Begins, papel que rechazó aduciendo temas personales, de este modo quedó vetado en la industria cinematográfica de Hollywood por un largo tiempo encasillándose asimismo como un actor discreto.

### Años 2014-2024
Trabajó en la serie de terror gótico Penny Dreadful interpretando a Ethan Chandler.  En 2017, actuó en la película independiente aclamada por la crítica, Oh Lucy (2017), de Atsuko Hirayanagi, que se estrenó en el Festival de Cine de Cannes. Hartnett luego protagonizó la película dramática de venganza de Guy Ritchie titulada Wrath of Man (2021), en un papel secundario antes de que Ritchie lo eligiera para su película Operation Fortune: Ruse de Guerre (2023).  En enero de 2022, Hartnett fue elegido para interpretar a Ernest Lawrence en la película Oppenheimer del cineasta Christopher Nolan. En julio de 2022, se unió a la sexta temporada de Black Mirror.

## Vida personal
Hartnett comenzó una relación con la actriz inglesa Tamsin Egerton en 2012. Tienen una hija (nacida en 2015), un segundo hijo (nacido en 2017), un tercer hijo (nacido en 2019) y un cuarto hijo (nacido en 2024). En 2022, reveló que se había casado con Egerton en noviembre de 2021. Residen en la región fronteriza de Surrey-Sussex, en el sureste de Inglaterra.    
Respecto a la fama, Hartnett ha dicho: "Sé lo que es estar en todo ese mundo. Estuve allí durante un par de años y fue incómodo. Creo que tratar de permanecer en la cima es un atajo hacia la infelicidad". Hartnett se tomó un descanso de 15 meses de la actuación y dijo: "Pasé un poco de tiempo pensando realmente si esto era lo correcto para mí".

## Filmografía

### Largometrajes
| Año  | Título                            | Personaje                      | Notas             | Ref    |
| ---- | --------------------------------- | ------------------------------ | ----------------- | ------ |
| 1998 | Halloween H20: 20 Years Later     | John Tate                      |                   |        |
| 1998 | The Faculty                       | Zeke Tyler                     |                   |        |
| 1999 | The Virgin Suicides               | Trip Fontaine                  |                   |        |
| 2000 | Here on Earth                     | Jasper Arnold                  |                   |        |
| 2001 | Black Hawk Down                   | Matt Eversmann                 |                   |        |
| 2001 | Blow Dry                          | Brian Allen                    |                   |        |
| 2001 | O                                 | Hugo Goulding                  |                   |        |
| 2001 | Pearl Harbor                      | Danny Walker                   |                   |        |
| 2001 | Town & Country                    | Tom Stoddard                   |                   |        |
| 2002 | 40 Days and 40 Nights             | Matt Sullivan                  |                   |        |
| 2003 | Hollywood Homicide                | K.C. Calden                    |                   |        |
| 2004 | Wicker Park                       | Matthew Simon                  |                   |        |
| 2005 | Mozart and the Whale              | Donald Morton                  |                   |        |
| 2005 | Sin City                          | The Salesman / The Lady Killer |                   |        |
| 2005 | Stories of Lost Souls             | The Neighbor                   |                   |        |
| 2006 | The Black Dahlia                  | Dwight «Bucky» Bleichert       |                   |        |
| 2006 | Lucky Number Slevin               | Slevin Kelevra                 |                   |        |
| 2007 | Resurrecting the Champ            | Erik Kernan                    |                   |        |
| 2007 | Stories USA                       | Gianni                         |                   |        |
| 2007 | 30 Days of Night                  | Eben Oleson                    |                   |        |
| 2008 | August                            | Tom Sterling                   | También productor |        |
| 2009 | I Come with the Rain              | Kline                          |                   |        |
| 2010 | Bunraku                           | The Drifter                    |                   |        |
| 2011 | Girl Walks into a Bar             | Sam Salazar                    |                   |        |
| 2011 | Stuck Between Stations            | Paddy                          |                   |        |
| 2013 | The Lovers                        | James Stewart / Jay Fennel     |                   |        |
| 2014 | Parts per Billion                 | Len                            |                   |        |
| 2015 | Wild Horses                       | KC Briggs                      |                   |        |
| 2017 | Oh Lucy!                          | John Woodruff                  |                   |        |
| 2017 | The Ottoman Lieutenant            | Jude Gresham                   |                   |        |
| 2017 | 6 Below: Miracle on the Mountain  | Eric LeMarque                  | También productor | [ 8 ]  |
| 2019 | She's Missing                     | Ren                            |                   |        |
| 2020 | Inherit the Viper                 | Kip Riley                      |                   |        |
| 2020 | Target Number One                 | Victor Malarek                 |                   |        |
| 2020 | Valley of the Gods                | John Ecas                      |                   |        |
| 2021 | Wrath of Man                      | Dave «Boy Sweat» Hancock       |                   | [ 9 ]  |
| 2021 | Ida Red                           | Wyatt Walker                   |                   |        |
| 2023 | Operation Fortune: Ruse de Guerre | Danny Francesco                |                   | [ 10 ] |
| 2023 | Oppenheimer                       | Ernest Lawrence                |                   | [ 11 ] |
| 2024 | Trap                              | Cooper Abbott                  |                   | [ 12 ] |

### Televisión
| Año       | Título                     | Personaje                        | Notas                        | Ref    |
| --------- | -------------------------- | -------------------------------- | ---------------------------- | ------ |
| 1997–1998 | Cracker                    | Michael Fitzgerald               | Elenco principal             |        |
| 2014–2016 | Penny Dreadful             | Ethan Chandler / Lawrence Talbot | Elenco principal             | [ 13 ] |
| 2015      | Drunk History              | Clark Gable                      | Episodio: «Miami»            |        |
| 2020      | Die Hart                   | Josh Hartnett                    | 4 episodios                  |        |
| 2020      | Paradise Lost              | Yates Forsythe                   | Protagonista                 |        |
| 2021      | Exterminate All the Brutes | Colonizador                      | Elenco principal (miniserie) | [ 14 ] |
| 2022      | The Fear Index             | Alexander Hoffmann               | Protagonista (miniserie)     |        |
| 2023      | Black Mirror               | David Ross                       | Episodio: «Beyond the Sea»   | [ 15 ] |
| 2024      | The Bear                   | Frank                            | Episodio: «Violet»           |        |